# Xã Clay, Quận Clay, Iowa
Xã Clay (tiếng Anh: Clay Township) là một xã thuộc quận Clay, tiểu bang Iowa, Hoa Kỳ. Năm 2010, dân số của xã này là 604 người.